# Csiao-csi
Csiao-csi (Jiaoji) legendás személy a Kína történeti korszakát megelőző, öt császár korában. Életének részleteiről keveset árulnak el a történeti művek, a még legteljesebb értesülések a nagy történetíró, Sze-ma Csien (Sima Qian) művéből, A történetíró feljegyzéseinek, a legendák korát tárgyaló legelső fejezetéből származnak. Ezek szerint Csiao-csi (Jiaoji) a Sárga Császár unokája, és a legidősebb fiának, Sao-hao (Shaohao)nak 少昊 a fia volt. A Sárga Császár halála után azonban a „Középső síkság” (Csung-jüan (Zhongyuan) 中原) trónja a másik, fiatalabbik fia, Csang-ji (Changyi) 昌意 ágán öröklődött tovább, így unokafivére, Csuan-hszü (Zhuanxu) lett az új uralkodó. Csuan-hszü (Zhuanxu) halála után azonban az uralkodási sorrend visszaszállt az ő ágára, így a fia, Ku 嚳 (más néven:Kao-hszin (Gaoxin) 高辛) már trónra léphetett.